# Luis de Pablo
Luis de Pablo Costales (født 28. januar 1930 i Bilbao i Spanien, død 10. oktober 2021) var en spansk komponist, forfatter og jurist.
de Pablo var oprindeligt jurauddannet ved Compultense Universitet og arbejdede som juridisk rådgiver for Iberia Airlines, da han slog over i en kompositionskarriere og studerede komposition privat hos Maurice Ohana og Max Deutsch, for herefter at tage kompositionskurser i Darmstadt hos Pierre Boulez og Bruno Maderna. Han skrev 2 symfonier, orkesterværker, koncertmusik, operaer, korværker, filmmusik etc. de Pablo gjorde meget ud af at udbrede den anden Wienerskole i Spanien. Han skrev, og fik udgivet en biografi om Arnold Schönberg (1961).

## Udvalgte værker
- Symfoni nr. 1 (1954) - for orkester
- Symfoni nr. 2 (1954-1966) - for orkester
- Inventioner (1955) - for orkester
- Bredderne (1990) - for orkester